# 兀顔光
兀顔 光（こつがん こう）は、中国の小説で四大奇書の一つである『水滸伝』の登場人物。
第85回～89回まで登場。遼国随一の将で役職は都統軍。身の丈8尺の体躯を誇り、十八般の武芸に通じ、兵法（特に陣法）の奥義を極めた智勇兼備の名将とされる。

## 生涯
初めて登場するのは宋王朝に帰順した梁山泊軍が、勅命を奉じて国境を脅かす遼国軍の討伐に赴き、薊州の守将にして遼国王の弟である皇弟大王耶律得重が首都燕京に逃げ戻り、梁山泊軍の猛威に驚愕した国王が重臣達と善後策を協議した場面である。侍臣の一人、欧陽侍郎は梁山泊の好漢達が宋の奸臣達の嫉みを買い、決して厚遇されていない事を理由に宋を上回る厚遇で以って彼らを招安し取り込む事を国王に献策するが、遼国第一の将である兀顔光はこれを無用な策として遮り抗戦を主張した。
これに対し国王は欧陽侍郎の献策を採用し、結局は遼に帰順する振りをした宋江、呉用に却って覇州を騙し取られてしまう。この不首尾に赫怒した国王は欧陽侍郎を罵り処刑しようとするが、兀顔光はそれを諌めると同時に再度出撃を願い出た。しかし今度は兀顔光の副将である副統軍にして幽州の守将でもある妖術の使い手賀重宝が、青石峪という切り立った断崖に梁山泊軍を誘い込み撃退する策を奏上したため、またしても自身の出撃を阻まれた。結局、賀重宝も梁山泊軍に敗れ幽州が陥落し、遼の都・燕京にまで宋軍が攻め入ると、兀顔光は皇族をも含む全ての将兵への指揮権を国王から委ねられ、満を持して梁山泊軍と対峙する事になった。
兀顔光はまず自ら志願して先鋒となった息子の小将軍兀顔延寿率いる軍勢を幽州に派遣し梁山泊軍を迎撃させる。父親同様に数々の陣法の奥義に通じていた兀顔延寿ではあったが、彼の布く陣は尽く梁山泊軍の朱武によって看破され、逆に敵の九宮八卦陣に挑みかかった所を公孫勝の妖術に惑わされ呼延灼に生け捕りにされてしまう。かくして出鼻を挫かれる格好となったが、麾下の十一曜の大将と二十八宿の将軍全てを率い、更には遼国王にも親征を願い出ると、将兵を天上の星々になぞらえて配置した変幻自在の陣法・太乙混天象の陣を展開するなど遼の国力を結集し梁山泊軍に決戦を挑む。
梁山泊でも最も陣法に通じている朱武ですら、太乙混天象の陣の仕組みを容易には看破できず宋軍は、孔亮、李雲、朱富、石勇、宋万、杜遷ら多くの頭領や兵士達が負傷し、李逵が捕えられるという甚大な被害を受けた。かねてより捕らえられていた兀顔延寿との捕虜交換に応じる形で李逵の身柄は解放されたが、その後も宋朝廷から派遣されてきた王文斌を破るなど梁山泊軍に付け入る隙を与える事無く優位に戦いを進めていた。しかし宋江の夢の中に現れた九天玄女によって梁山泊軍に太乙混天象の陣を破る秘策が授けられると事態は一変。堅牢を誇っていた陣は脆くも総崩れとなり、兀顔光も孤立無援の状態の中、関勝と互角に渡り合い奮戦するが、花栄の弓矢によって傷を負い、更には張清の石つぶてを顔面に食らい敗走する所を関勝の大刀で馬上から斬り落とされ、追い縋って来た張清の槍で止めを刺された。